# باکلند (ماساچوست)
باکلند(به انگلیسی: Buckland) شهرکی در شهرستان فرانکلین ایالت ماساچوست می‌باشد که در سال ۱۷۷۹ بنیان‌گذاری شده‌است. این شهرک در سرشماری سال ۲۰۱۰ میلادی، ۱٬۹۰۲ نفر جمعیت داشته‌است.